# La Bazouge-des-Alleux

La Bazouge-des-Alleux este o comună în departamentul Mayenne, Franța. În 2009 avea o populație de 426 de locuitori.